# STS-120
STS-120, voluit Space Transportation System-120, was een missie waarmee de ISS-module Harmony, voorheen bekend als Node 2, door het ruimteveer Discovery naar het internationale ruimtestation ISS werd gebracht. Tijdens deze vlucht werden tevens delen van het internationale ruimtestation gereconfigureerd als voorbereiding op toekomstige missies. Bij de terugkeer naar de aarde nam het ruimteveer Clayton Anderson mee terug naar de aarde.
Een bijzonderheid aan deze missie was dat Pamela A. Melroy de tweede vrouwelijke spaceshuttlecommandant was, na Eileen Collins.

## Bemanning
- Pamela A. Melroy (3) – commandant
- George D. Zamka (1) – piloot
- Scott E. Parazynski (5) – missiespecialist 1
- Stephanie Wilson (2) – missiespecialist 2
- Douglas H. Wheelock (1) – missiespecialist 3
- Paolo Nespoli (1) – missiespecialist 4  Italië (ESA)

### Lancering voorISS Expeditie 16
- Daniel M. Tani (2) – ISS-vluchtingenieur

### Landing naISS Expeditie 16
- Clayton Anderson (1) – ISS-vluchtingenieur

Tussen haakjes staat het aantal vluchten waaraan de astronaut deel heeft genomen tot en met deze missie. Eventuele latere missies zijn dus niet inbegrepen.

### Opmerkingen over de bemanning
Naast het feit dat Melroy de tweede vrouwelijke spaceshuttlecommandant was, was gelijktijdig ook de eerste vrouwelijke ISS-commandant in het ISS aanwezig. Enkele weken voor STS-120 kwamen de twee voornaamste bemanningsleden van ISS Expeditie 16 aan met een Russische Sojoez. De commandant van Expeditie 16 is de Amerikaanse Peggy Whitson. Niet alleen is zij de eerste vrouwelijke commandant van het ISS, maar ook waren er nu voor het eerst in de geschiedenis twee vrouwelijke commandanten gelijktijdig in de ruimte aanwezig.
STS-120 zou, als het ongeluk met de Columbia nooit plaatsgevonden had, de volgende zeskoppige bemanning hebben gehad:
- James D. Halsell – commandant
- Alan G. Poindexter – piloot
- Wendy Lawrence – missiespecialist
- Stephanie Wilson – missiespecialist
- Piers Sellers – missiespecialist
- Michael Foreman – missiespecialist

Het missie-embleem van deze missie werd ontworpen door Michael Foreman voordat hij werd overgeplaatst naar missie STS-123.

## Ruimtewandelingen
|      | Ruimtewandelaars                        | Start                           | Einde                           | Duur                | taak |
| ---- | --------------------------------------- | ------------------------------- | ------------------------------- | ------------------- | --- |
| EVA1 | Scott E. Parazynski Douglas H. Wheelock | 26 oktober 10:02 UTC 12:02 MEZT | 26 oktober 16:16 UTC 18:16 MEZT | 6 uur en 14 minuten | Harmony (Node 2) installatie, SASA-ophaling, P6/Z1 fluid line disconnections.                                                              |
| EVA2 | Scott E. Parazynski Daniel Tani         | 28 oktober 09:32 UTC 10:32 MET  | 28 oktober 16:05 UTC 17:05 MET  | 6 uur en 33 minuten | verbreking "navelstreng" tussen Z1 en P6, P6-afkoppeling van Z1, S1 radiator configuratie, Node 2 hand rail installatie. S4 SARJ-inspectie |
| EVA3 | Scott E. Parazynski Douglas H. Wheelock | 30 oktober 08:45 UTC 09:45 MET  | 30 oktober 15:53 UTC 16:53 MET  | 7 uur en 8 minuten  | P6 to P5 attachment. P6/P5-navelstrengverbinding, S1 configure post-redeploy.                                                              |
| EVA4 | Scott E. Parazynski Douglas H. Wheelock | 3 november 10:03 UTC 11:03 MET  | 3 november 17:22 UTC 18:22 MET  | 7 uur en 19 minuten | Inspectie en reparatie van het P6-zonnepaneel.                                                                                             |

## Vorige vlucht
Op 9 december 2006 werd de Discovery nog gebruikt voor missie STS-116. Na die missie onderging het ruimteveer een onderhoudsbeurt, die elke paar jaar gehouden moet worden. Daardoor kon de Discovery niet voor oktober 2007 opnieuw worden ingezet.

## Wake-upcalls
Sinds de dagen van de Gemini-ruimtevluchten is het een traditie dat de bemanning bij het begin van elke dag in de ruimte wordt gewekt met een speciale melodie. Die wordt speciaal gekozen, vaak door hun familie, en heeft gewoonlijk een bijzondere betekenis voor een individueel lid van de bemanning, of is van toepassing op hun dagelijkse activiteiten.
- Dag 2: Lord of the Dance, gezongen door John Langstaff, gespeeld voor Commandant Pamela Melroy.WAV MP3
- Dag 3: Dancing in the Moonlight gezongen door King Harvest, gespeeld voor Daniel Tani.WAV MP3
- Dag 4: Rocket Man gezongen door Elton John, gespeeld voor Doug Wheelock.WAV MP3
- Dag 5: Bellissime Stelle (Italiaans voor "Beautiful Stars") gezongen door Andrea Bocelli, gespeeld voor Paolo Nespoli.WAV MP3
- Dag 6: What a Wonderful World gezongen door Louis Armstrong, gespeeld voor Scott Parazynski.WAV MP3
- Dag 7 : One By One gezongen door Wynton Marsalis, gespeeld voor Stephanie Wilson.WAV MP3
- Dag 8: Malagueña Salerosa gezongen door Chingon, gespeeld voor George Zamka.WAV MP3
- Dag 9: Nel Blu Dipinto di Blu (Volare) gezongen door Domenico Modugno, gespeeld voor Nespoli.WAV MP3
- Dag 10: The Lion Sleeps Tonight gezongen door Robert John, gespeeld voor de gehele crew.WAV MP3
- Dag 11: World gezongen door Five for Fighting, gespeeld voor Wheelock.WAV MP3
- Dag 12: Star Wars Theme gezongen door Williams, gespeeld voor Parazynski.WAV MP3
- Dag 13: The Presence of the Lord geschreven door Kurt Carr, gezongen door Byron Cage, gespeeld voor Wilson.WAV MP3
- Dag 14: Roll Me Away gezongen door Bob Seger, gespeeld voor Zamka.WAV MP3
- Dag 15: Space Truckin' gezongen door Deep Purple, gespeeld voor Clayton Anderson.WAV MP3

## Klok
- Let op het feit dat de klok tijdens de missie omgezet wordt van MEZT naar MET.